# Pla de la Verge
El Pla de la Verge és una esplanada situada en la trasplatja immediata a la platja de Chimisay, en el terme municipal de Güímar, a l'illa de Tenerife (Canàries, Espanya). Està declarada com Bé d'Interès Cultural (BIC) amb la categoria de Lloc Històric per la seva gran significació cultural, simbòlica i religiosa, relacionada amb l'aparició miraculosa de la imatge de la Verge de Candelaria de les Illes Canàries als Guanxes i amb el tradicional romiatge del Socors.
Geològicament, està constituït per un dipòsit de tobes pumítiques de color blanc emeses durant la sèrie IV en erupcions volcàniques associades a l'Edifici Central de l'illa. Situat en el caseriu de El Socors, en el marge septentrional de la Reserva natural especial del Malpaís de Güímar i en un tram litoral baix, conegut com a Platges de Chimisay -la morfologia de les quals ha sofert algunes variacions respecte al seu aspecte original-.
En el Pla de la Verge té lloc cada any la Cerimònia dels Guanxes, representació popular de la troballa de la Verge i dels primers miracles obrats per ella. Dins d'aquest recinte existeix un lloc anomenat Camp de la Cerimònia. En ell s'aixequen algunes fites vinculades a l'aparició de la Verge:
- La Creu de Tea que assenyala, segons la tradició, el lloc en el qual els guanxes van trobar la imatge.
- Pou Salobre, utilitzat, segons la tradició, pels pastors guanxes que van ser sorpresos per l'aparició mariana. L'actual aspecte del pou, producte de nombroses reformes, és el d'un fossat de planta el·líptica de 3 m de profunditat. Compta amb una escala realitzada amb cants de la platja, d'igual forma que les parets del fossat. Tot això es corona per mitjà d'un brocal de carreus de tosca emblanquinats.
- A escassos metres del Camp de Cerimònia existeixen encara, interessants exemples del primer hàbitat de la zona. Es tracta d'un conjunt de coves excavades en la toba, que servien d'estada als romanís en els dies de festa i l'antiguitat de la qual resulta difícil de precisar si es valora la tradició d'utilització de coves artificials com a hàbitat entre els aborígens de la Vall de Güímar. Actualment, presenten nombroses modificacions, sent emprades com a habitatge.
- La Graderia és un espai que es va produir per l'acumulació dels materials extrets de les coves i ha estat tradicionalment utilitzat com a lloc de concentració dels espectadors que presencien la representació de la Cerimònia.
- Pujada del Socors. Es tracta d'un pendent empedrada, localitzada en l'extrem sud del Camp de Cerimònia, que salva el desnivell dels dipòsits de pumites costaneres per accedir a l'ermita del Socors i el seu caseriu. Relata la tradició que és en aquest lloc on el mencey Acaimo sol·licita socors per poder superar les dificultats orogràfiques durant el trasllat de la imatge a Chinguaro.
- Aljub de la Verge. Salvada la costa es troba una petita edificació la nota de la qual més característica és la seva falta d'alineació pel que fa a la resta de les construccions. Aquesta petita cambra alberga l'aljub on es recollia l'aigua per al consum dels romanís en els dies de festa. La falta d'alineació respon a la seva antiguitat, molt anterior a les edificacions del Socors. Per les dades que obren en el Llibre de la Confraria s'ha pogut comprovar que ja en 1842 es destinaven quatre reals de plata per a la composició de l'estany de l'aljub.

## Galeria

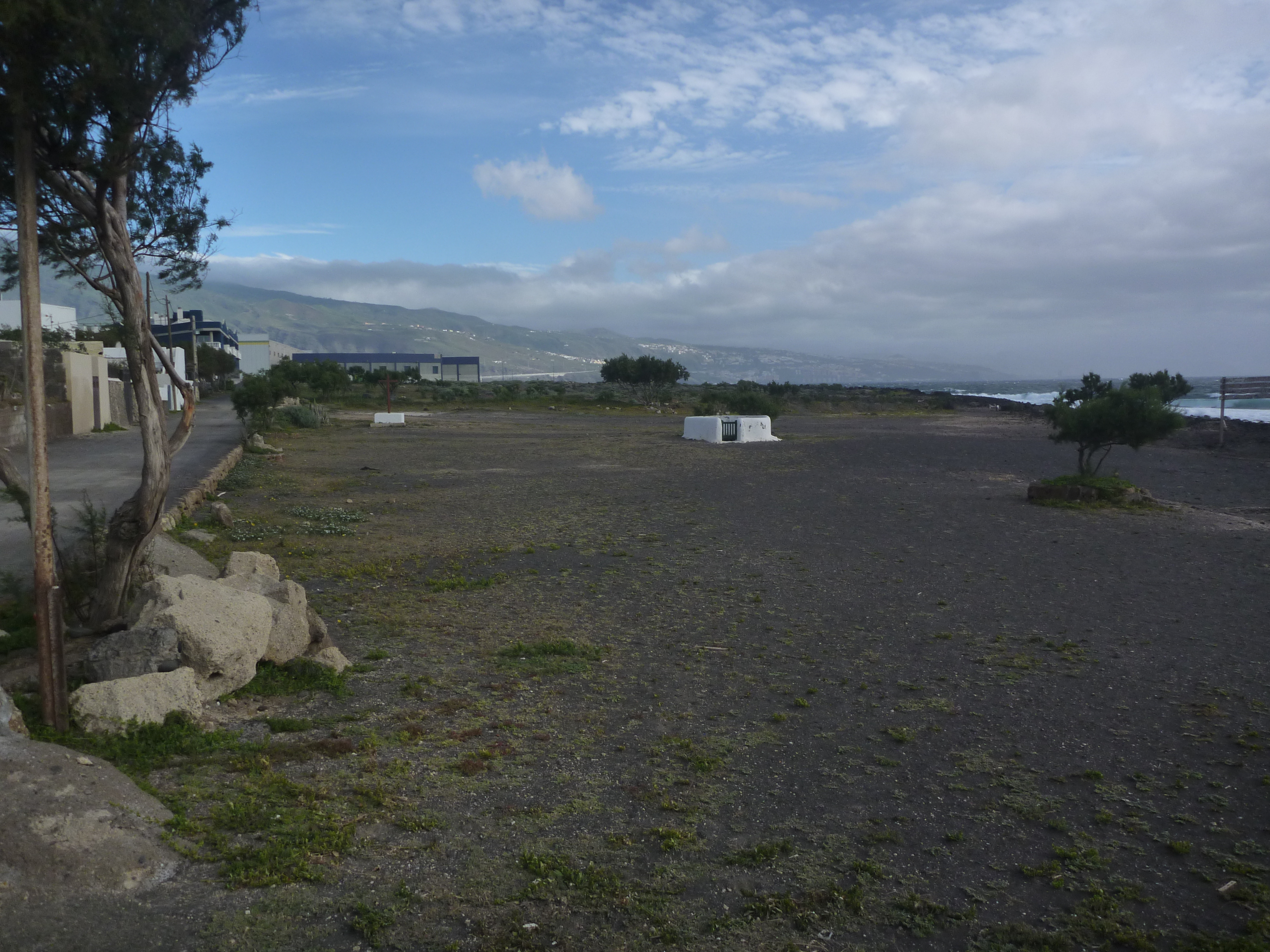
Camp de la Ceremonia.
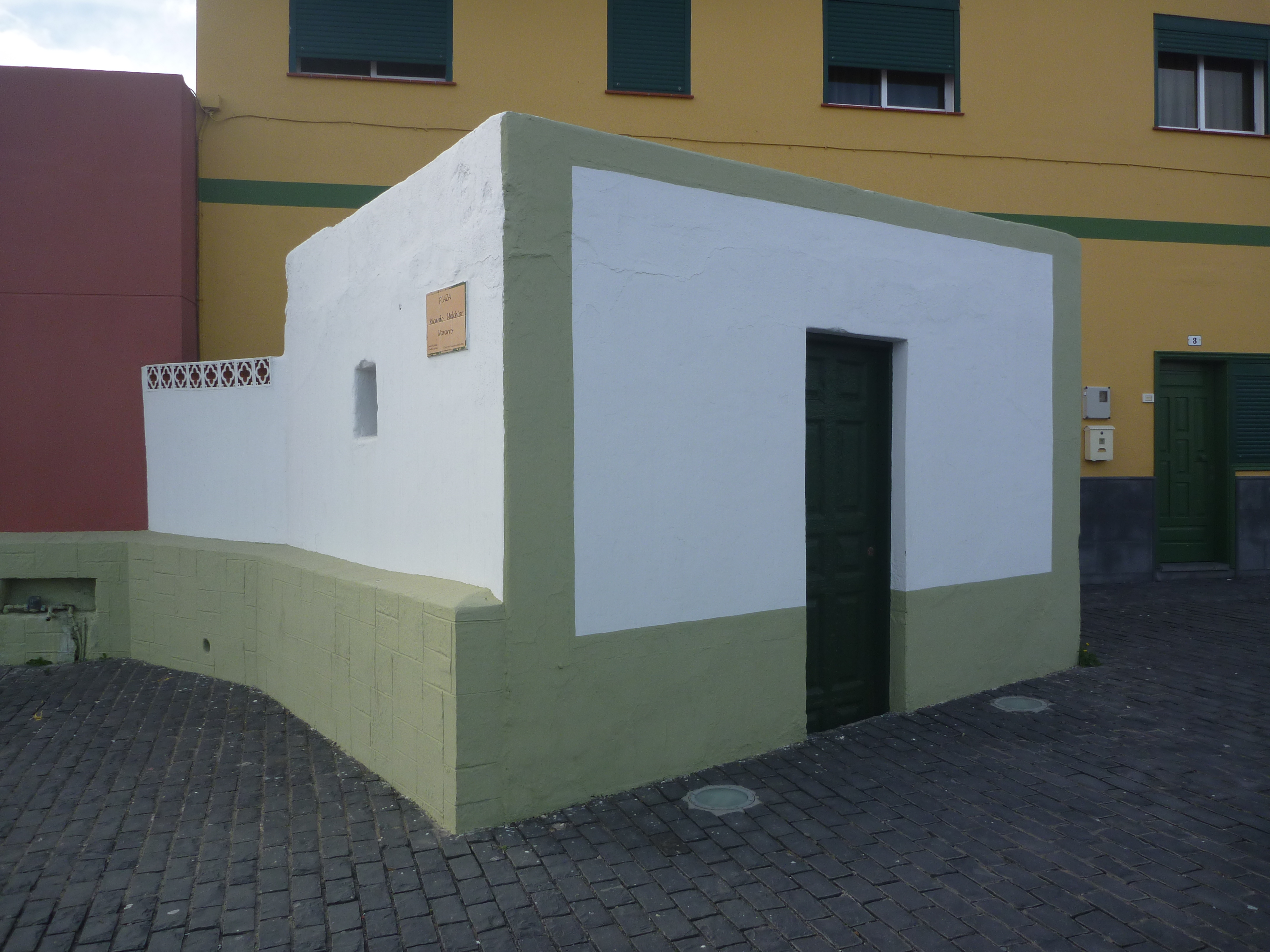
Aljub de la Verge del Socors.
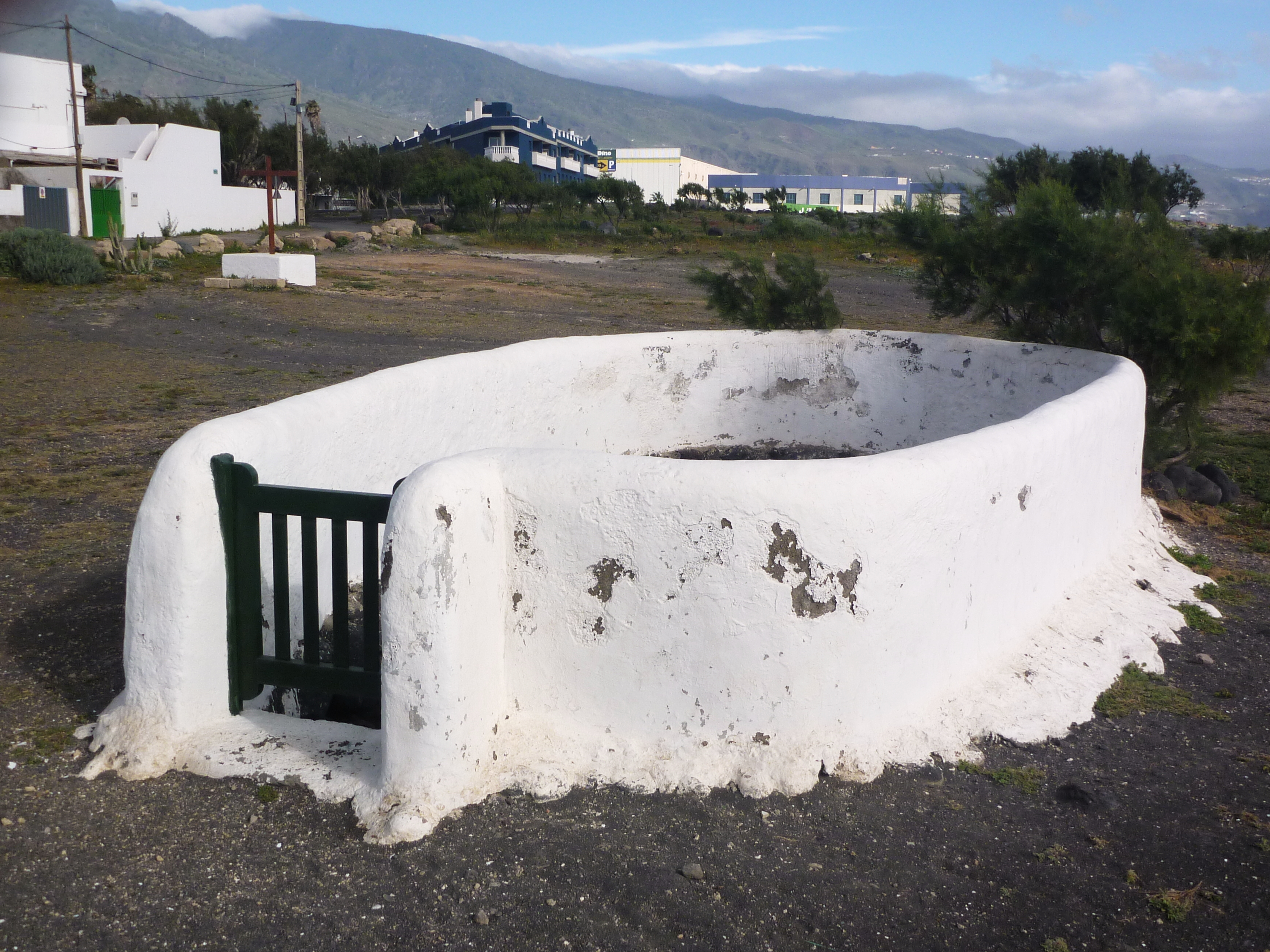
Pou Salobre de Güímar.
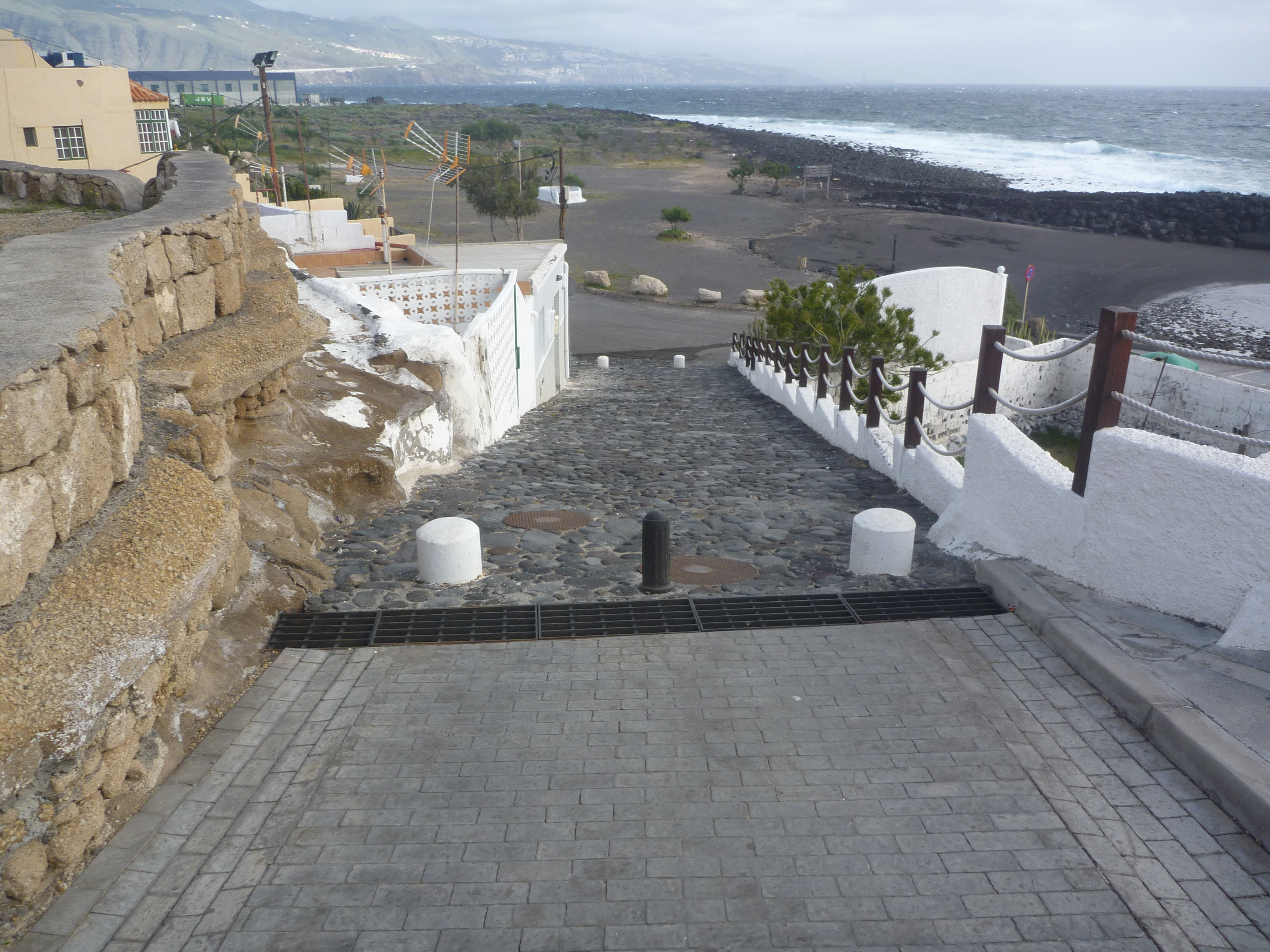
Pujada del Socors.
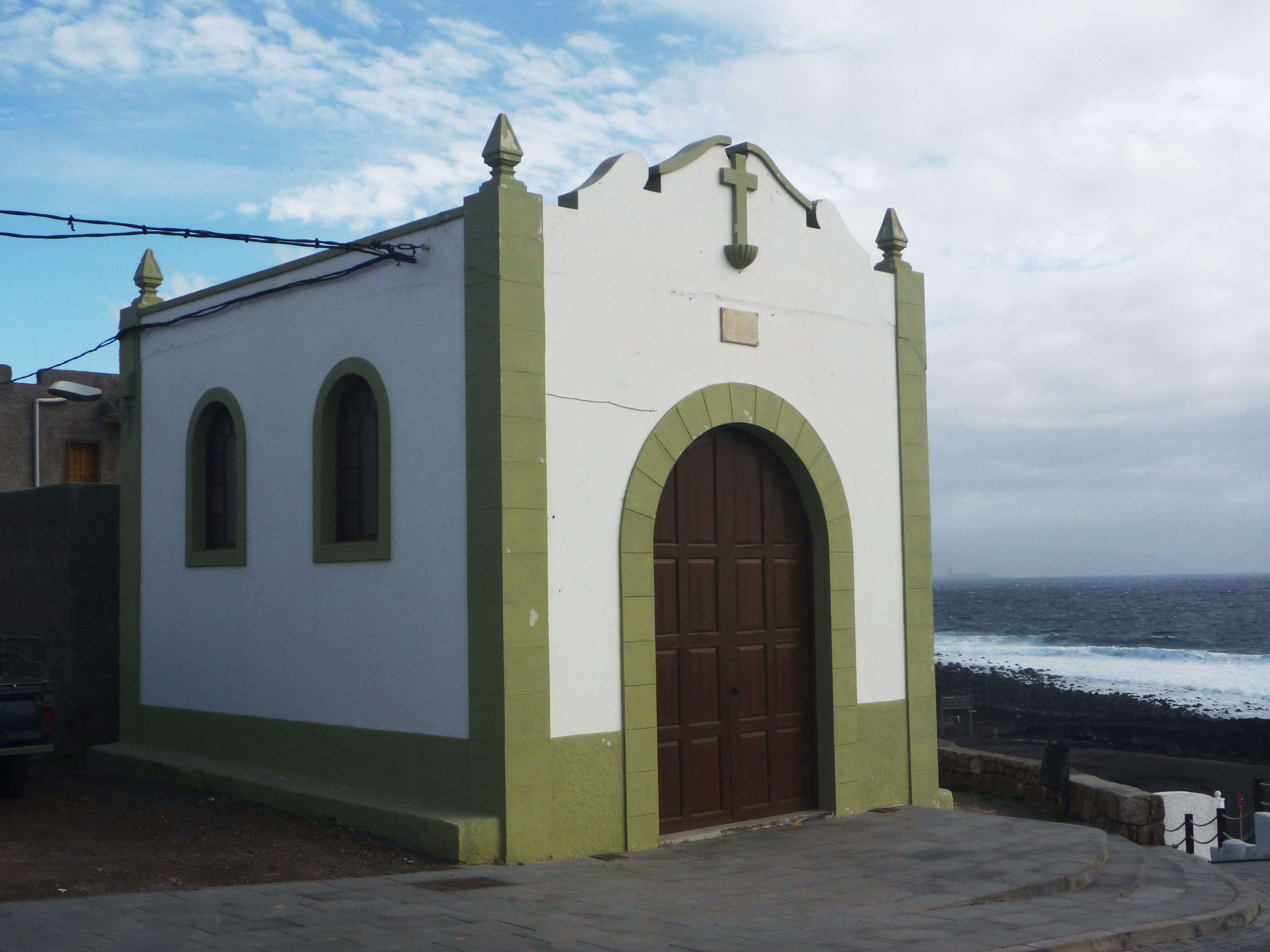
Ermita del Socors de Güímar.